# کارلی کلاوس
کارلی الیزابت کلاس (به انگلیسی: Karlie Elizabeth Kloss) متولد ۳ اوت ۱۹۹۲، یک مؤسس شرکت و مدل آمریکایی می‌باشد. وی بیشتر به خاطر همکاری‌اش با کمپانی ویکتوریا سکرت شناخته شده و از سال ۲۰۱۱ یکی از "فرشته‌های ویکتوریا" بود، که در سال ۲۰۱۵ و ۲۰۱۶ دو سال وقفه در همکاری با این شرکت برای تحصیل در دانشگاه نیویورک انداخت. سایت models.com کارلی را نهمین نفر از ۵۰ مدل زن برتر معرفی کرد. همچنین ووگ پاریس، نسخه فرانسوی مجلهٔ ووگ او را یکی از ۳۰ مدل برتر دهه ۲۰۰۰ اعلام کرد.جاری او ایوانکا ترامپ دختر دونالد ترامپ 45امین رئیس جمهور آمریکا است.

## اوایل زندگی
کارلی در شیکاگو، ایلینوی متولد شد. مادر او تریسی که یک کارگردان کارمزدی و پدرش کُرت یک پزشک اورژانس است. خانواده او دارای ریشه‌های دانمارکی، لهستانی و آلمانی است. او سه خواهر دارد، کیریستین و دوقلوها کیمبرلی و کریَن هستند. در ۱۹۹۴ و هنگامی که ۲ ساله بود خانواده اش به سنت لوئیس در ایالت میزوری نقل مکان کردند. کارلی از کودکی رقص باله کار می‌کند و آن را یک چیز زیبا نامیده است و معتقد است که باله بر روی حرفه مدلینگ وی اثرگذار بوده و یک تمرین خوب برای کت واکهایش بوده‌است.
او به دبیرستان وبستر گرون در وبستر گرووز، میزوری رفته است.

## حرفه مدلینگ
۲۰۰۶-۲۰۱۰: آغازها و پیشرفت 
در سال ۲۰۰۶ و در سن ۱۴ سالگی کارلی بر روی جلد و چند سرمقاله نسخه ماه جون مجله Scene Magazine که مجله ای "تقریباً معروف" بود توسط عکاس دیوید لسلی آنتونی عکسبرداری و ظاهر شد.
بعده‌ها Elite Chicago ( با نام فعلی Factor Women) این صفحات چشمگیر را به Elite NY برد که باعث نقل مکان کارلی به نیویورک شد.